# Всё из-за молока
«Всё из-за молока» (англ. All on Account of the Milk, 1910) — американский короткометражный художественный фильм Дэвида Гриффита, с участием Мэри Пикфорд. Копия фильма хранится в Библиотеке Конгресса..

## Сюжет
Молодой подрядчик принимает дочь хозяина усадьбы за горничную и влюбляется в неё. Поняв, что он путает её с горничной, дочь надевает её одежду и вскоре они сочетаются браком.

## В ролях
- Мэри Пикфорд
- Кейт Брюс
- Бланш Свит
- Мак Сеннет
- Джек Пикфорд

## Интересные факты
- Метраж фильма — 301 метр.[2]
- Премьера фильма состоялась 13 января 1910.